# Basílica del Sant Sepulcre
La basílica del Sant Sepulcre és una estructura arquitectònica religiosa situada en un lloc anomenat Gòlgota (de l'arameu Golgotha, 'calavera'), on segons els Evangelis s'esdevingué la crucifixió de Crist. Està ubicada dins de la ciutat vella de Jerusalem, en la línia de confluència entre la Jerusalem oriental (àrab) i l'occidental (jueva). Hi ha soterrats alguns dels reis cristians que van regnar Jerusalem entre 1100 i 1186: Balduí I, Balduí II, Balduí III, Balduí IV i Balduí V.

## Origen
El lloc fa referència a la sepultura de Jesús en una època compresa entre l'any 30 i 33. Entre els llocs religiosos de Terra Santa, el Sant Sepulcre és un dels més ben datats històricament.

## Significat religiós
El significat religiós que té el Sant Sepulcre per al cristianisme és importantíssim, perquè dins d'aquest recinte es troba tant el Calvari, on segons s'afirma Jesucrist va morir, com el seu sepulcre, lloc en el qual, segons està escrit en els Evangelis, Jesucrist va ressuscitar al tercer dia de la seva mort. Per aquesta raó el sepulcre és el centre principal de la basílica. La capella que el conté, enmig de l'anomenada «Rotonda» al capdavant de la coral dels grecs, és coneguda com a la ἀνάστασις (que en grec vol dir 'resurrecció').

## Propietat
Des de l'època dels croats, els jardins i l'edifici del Sant Sepulcre van ser propietat de les tres principals denominacions del cristianisme: l'ortodoxa grega, l'ortodoxa armènia i catòlics romans. Unes altres comunitats com l'ortodoxa copta, l'ortodoxa etiòpica i l'ortodoxa siríaca també posseeixen uns certs drets i petites propietats dins o pròximes a l'edifici. Els drets i privilegis de totes aquestes comunitats estan protegits per l'statu quo de Terra Santa (1852), tal com es va garantir a l'article LXII del Tractat de Berlín (1878).

## Història
El lloc del Sant Sepulcre, originàriament la tomba buida de Jesús, ha estat tothora venerada pels cristians.
L'evidència arqueològica de la seva existència es remunta al segle ii. Al 135, l'exèrcit romà va suprimir la llarga revolta de Bar Kokhebà (132 - 135). Per a castigar els jueus, l'emperador Hadrià va ordenar la destrucció de Jerusalem, fent arrasar també els llocs més sagrats per als hebreus. Jerusalem va ser reconstruït com a Èlia Capitolina, i en els llocs sagrats es van erigir temples pagans. Els romans van construir un temple dedicat a la deessa Venus damunt del lloc on es creia que estava la tomba de Crist.

### La basílica constantiniana

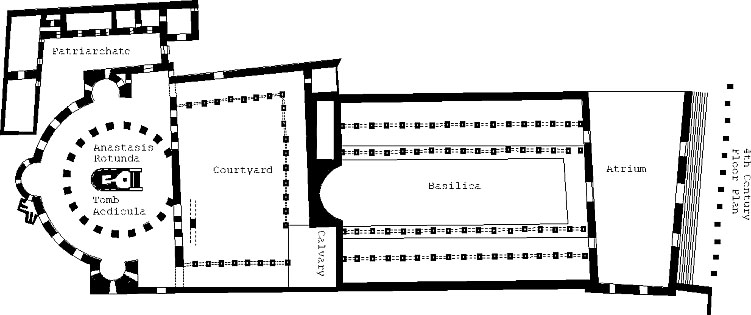
Planta de la basílica constantiniana

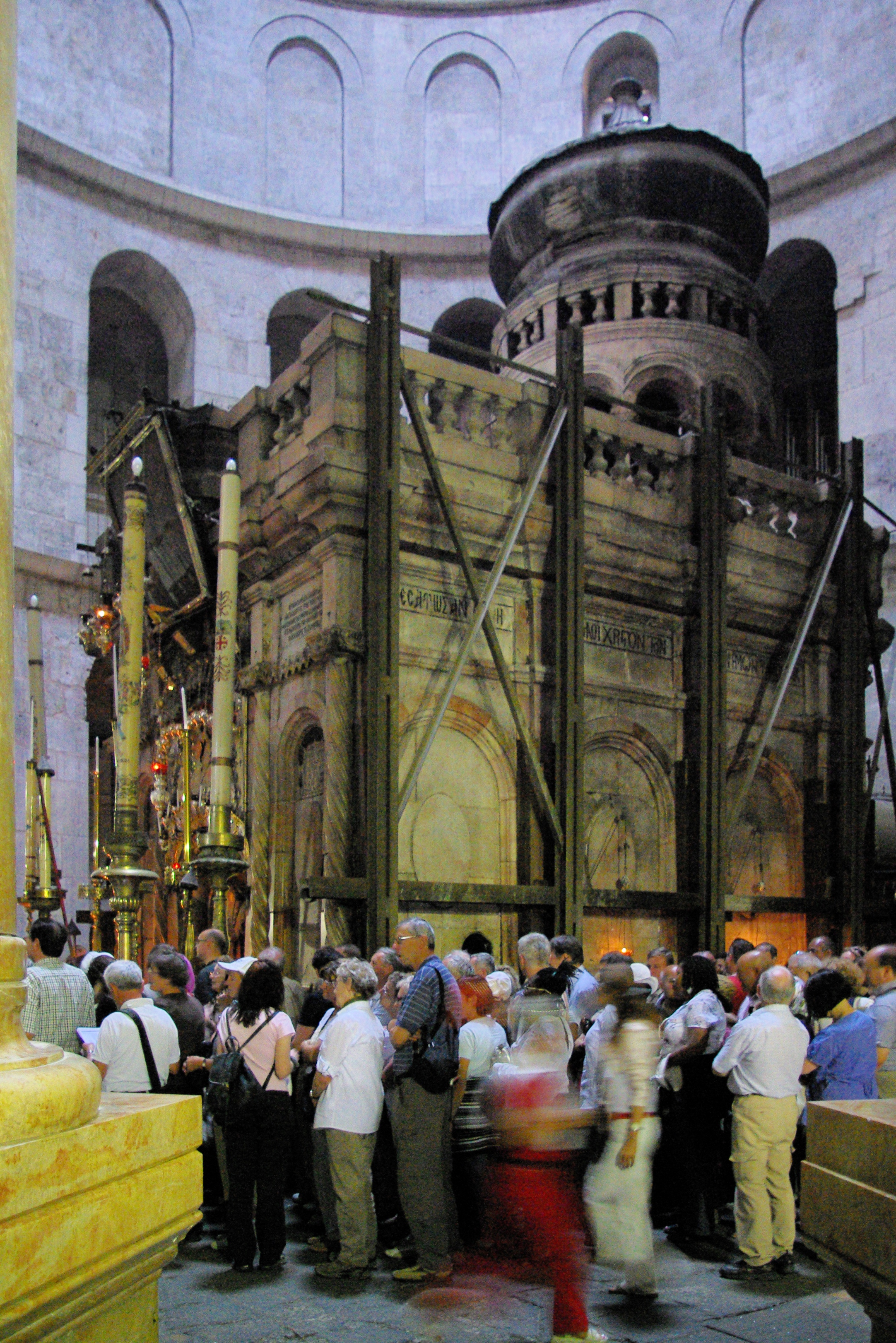
L'edicle del Sant Sepulcre

Al Concili de Nicea I de l'any 325, el bisbe Macari I de Jerusalem va demanar a l'emperador Constantí I el Gran que manés destruir els temples pagans de Terra Santa. Constantí va ordenar que el lloc sagrat fos excavat i tret novament a la llum (325-326) i va encarregar a Macari la construcció d'una església al mateix lloc. L'edifici va ser conegut com a la «Basílica de Constantí». Sòcrates Escolàstic (nascut el 380), a la seva Història Eclesiàstica dona una descripció completa de la descoberta -que va ser recollit més tard per Sozomen i Teodoret- i recalca el paper que va desempenyorar en l'excavació i la construcció del nou temple la mare de Constantí I, Elena de Constantinoble, a la qual se li ha assignat la descoberta de la Veracreu.
La Basílica de Constantí va ser construïda al voltant del turó de la Crucifixió, estava composta per un conjunt de tres edificis connectats entre ells i construïts en tres llocs sants diferents: 
- una gran basílica, el martyrium, l'evidència més antiga es deu a la pelegrina cristiana Egèria, qui va visitar la zona l'any 380,
- un atri tancat amb columnata tancat construït al voltant de la tradicional Roca del Calvari,
- una església circular, nomenada Anàstasi (resurrecció) que contenia la resta de la gruta que Elena i Macari havien identificat com el lloc de la sepultura de Jesús.

L'Anàstasi i el martyrium van ser inaugurats el 14 de setembre del 335, amb ocasió de la festa de l'Exaltació de la Creu. La roca circumdant va ser excavada i la tomba va ser incorporada en una estructura nomenada edicle (en llatí: aediculum petit edifici) en el centre de la rotonda. La cúpula de la rotonda es va completar a la fi del segle iv, en substitució a l'ambulatori que havia envoltat el Sepulcre.
El nou edifici va ser danyat per un incendi el 614, quan els perses de Còsroes II van envair Jerusalem i van prendre possessió de la Veracreu. Al 630, l'emperador romà d'Orient Heracli va entrar triomfalment a Jerusalem i va restaurar la Veracreu a l'església reconstruïda del Sant Sepulcre. L'any 638 l'arribada dels conqueridors àrabs no va implicar canvis particulars en el santuari i sota el domini musulmà es va mantenir l'església cristiana.

Les primeres lleis musulmanes protegien els diversos llocs cristians de la ciutat i, en particular, el Sant Sepulcre. Van prohibir específicament la seva destrucció i el seu ús com a habitatges. el patriarca d'Alexandria, Eutiqui descriu els esdeveniments relacionats amb la conquesta àrab:
| « | El Califa Omar i els seus generals van partir de Síria a Jerusalem per a assetjar la ciutat. El Patriarca de Jerusalem Sofroni va recórrer a Omar, que li va concedir la seva protecció per als habitants de Jerusalem, en termes d'una carta lliurada al patriarca. Omar garanteix la protecció dels cristians i va ordenar als seus homes no destruir aquests llocs ni utilitzar-los com a habitatge. | » |

A Jerusalem, el 18 d'octubre de 1009 l'edifici original va ser destruït completament per l'imam o califa fatimita Al-Hàkim, que va destruir l'església fins als seus fonaments. L'edicle, els murs oriental i occidental i el sostre de la tomba excavada a la roca van ser destruïts o fets malbé -les cròniques són discrepants-, solament els murs nord i sud van estar protegits, d'un mal major, entre els enderrocs.

### La reconstrucció croada

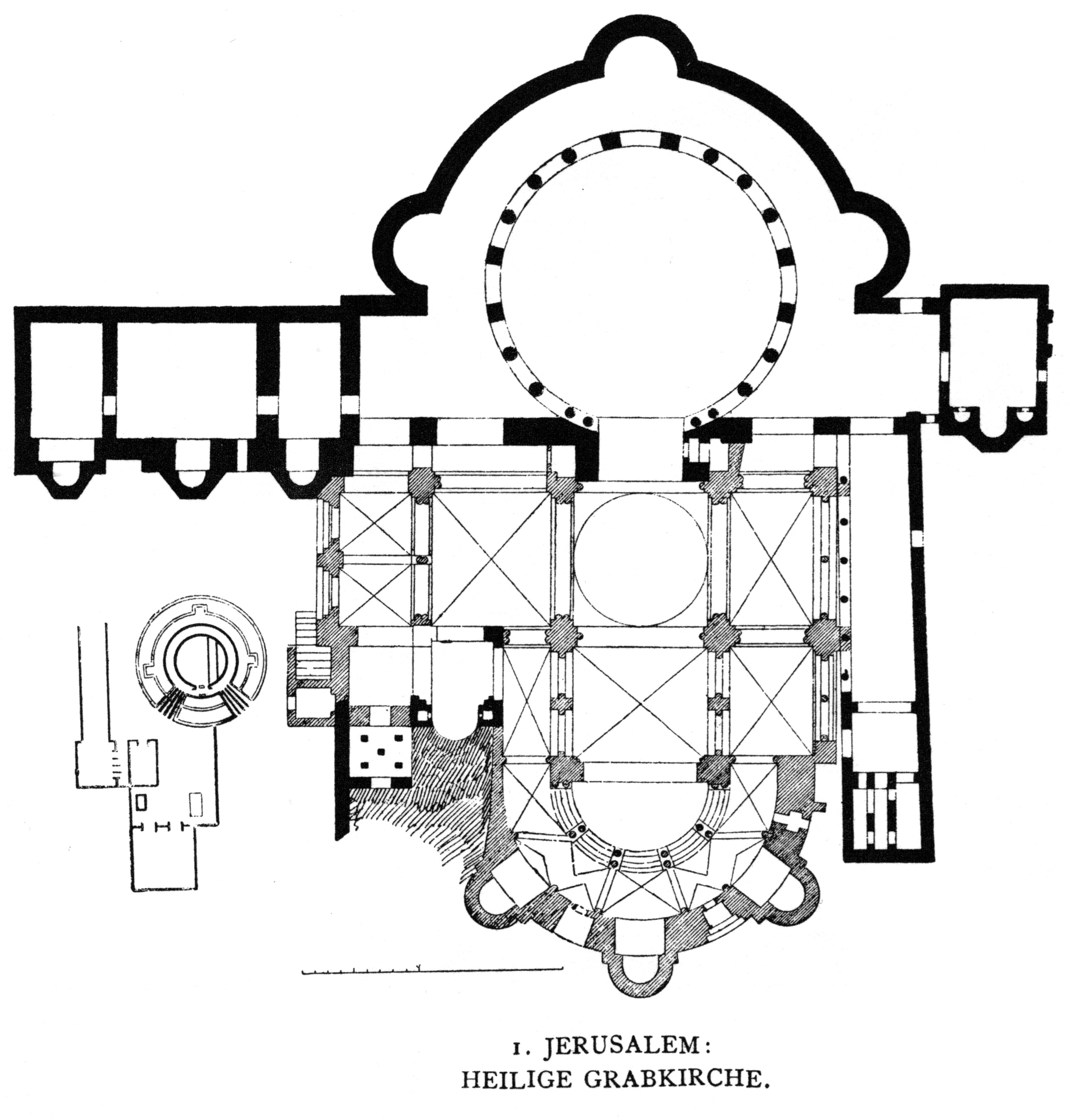
Planta de la basilica croada

El 1048, després d'un acord entre El Caire i Constantinoble, una sèrie de petites capelles es van construir per l'emperador Constantí IX. El treball havia de seguir les estrictes condicions imposades per l'Imam fatimita. Els llocs reconstruïts van ser conquerits pels cavallers de la Primera Croada el 15 de juliol de 1099.
La primera croada va ser com un «pelegrinatge armat», en què cap croat podia considerar acabat el viatge sense haver pregat com a pelegrí davant el Sant Sepulcre. El cap dels croats, Jofré de Bouillon, va esdevenir el primer monarca del Regne de Jerusalem, va decidir que no utilitzaria el títol de «rei», i es va declarar Advocatus Sancti Sepulchri, «Protector (o defensor) del Sant Sepulcre». El cronista Guillem de Tir, dona com a data de la reconstrucció a mitjan segle xii, quan els croats van començar a restaurar l'església en estil romànic i hi van afegir l'edificació d'un campanar. Aquestes renovacions van unificar els llocs sants i es van completar durant el regnat de la reina Melisenda el 1149. L'església va esdevenir la seu del primer patriarca llatí i va ser també la seu del scriptorium del regne.

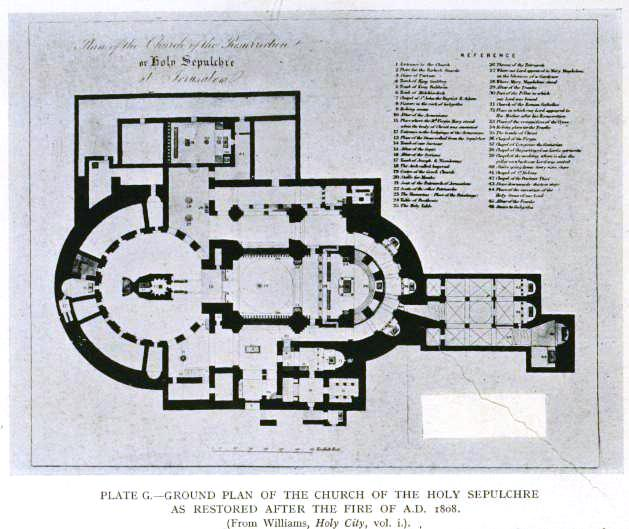
Planta de la basílica després del foc de l'any 1808

L'església, juntament amb la resta de la ciutat va ser capturada per Saladí el 1187, tot i que el tractat signat després de la Tercera Croada va permetre als pelegrins cristians continuar visitant el lloc. L'emperador Frederic II va reconquistar la ciutat i l'església amb un tractat del segle xiii, quan ell pròpiament havia estat excomunicat pel papa, amb el curiós resultat que l'església més santa de la cristiandat estava en dubte. Tant la ciutat com l'església van ser conquerits i fortament saquejats per la Dinastia Anuixtigínida el 1244.
Els frares franciscans la van renovar encara més el 1555, atès que havia estat desatesa malgrat l'afluència d'un nombre creixent de pelegrins. Un nou incendi va danyar severament l'estructura el 1808, causant l'explosió de la cúpula de la rotonda i la destrucció de les decoracions externes de l'edicle. L'exterior de la rotonda i de l'edicle van ser reconstruïdes entre 1809 i 1810 per l'arquitecte Komminos de Mitilene en l'estil barroc turc de l'època. El foc no va destrossar l'interior de l'edicle i la decoració de marbre de la tomba que data de la restauració del 1555 es va mantenir intacta. La cúpula actual data de l'any 1870. Una gran restauració moderna va començar el 1959 i una nova restauració de la cúpula es va realitzar entre 1994 i 1997.